# Grindhouse – Terrorbolygó
A Terrorbolygó (eredeti cím: Planet Terror) 2007-ben bemutatott amerikai horrorfilm-vígjáték, melynek forgatókönyvírója, rendezője, operatőre, vágója és zeneszerzője Robert Rodríguez. A főbb szerepekben Rose McGowan, Freddy Rodríguez, Michael Biehn, Jeff Fahey, Josh Brolin és Marley Shelton látható.
Eredetileg a Grindhouse részeként jelent meg, duplakiadásban a Quentin Tarantino által rendezett Grindhouse – Halálbiztos című filmmel. Összességében pozitív kritikákat kapott.

## Cselekmény
Texas vidéki részén a go-go táncos Cherry Darling találkozik exbarátjával, El Wrayjel egy Bone Shack nevű étkezdében, melyet két testvér, J.T. és Hague seriff vezet. Eközben az őrült Muldoon hadnagy embereivel együtt üzletet köt egy Abby nevű biokémikussal és egy DC2 elnevezésű halálos biofegyvert vásárolnak tőle. Muldoon megtudja, hogy Abby további tartalékokkal rendelkezik, ezért túszul akarja ejteni a tudóst. Ő szabadon engedi a gáz, ezzel a város lakosságának nagy részét mutáns élőhalottá változtatva. A fertőzötteket Dr. William Block és aneszteziológusként dolgozó, boldogtalan házasságban élő, hűtlen biszexuális felesége, Dakota kezeli a helyi kórházban.
Az autópályán az élőhalottak támadása miatt El Wray és Cherry karambolozik, ezután a mutáns lények letépik a lány jobb lábát. A kórházban Tammy, Dakota korábbi szeretője is megjelenik, akit Block felismer. Rájön, hogy felesége el akarja hagyni őt, ezért Dakota kezébe érzéstelenítő injekciókat szúr, majd egy szekrénybe zárja a lebénult kezű nőt.
Hague seriff őrizetbe veszi El Wrayt, ismerve annak korábbi balhéit. El Wray otthagyja a rendőrörsöt és a kórházba megy megmenteni Cherryt, akinek rögtönzött mankóként egy fa asztallábat döf a lábcsonkjába. El Wray és Cherry átküzdi magát a kórházat ellepő zombikon és az étkezdében találnak menedéket. Dakota is elmenekül autójával a kórházból, Block pedig megfertőződik.
Dakota a fiáért, Tonyért megy és elviszi elhidegült apjához, Earl McGraw texas rangerhez. Dakota, Earl, Cherry korábbi főnöke, Skip és Tony őrült ikerpár bébiszitterei is megérkeznek a Bone Shackbe. Hague seriff súlyosan megsérül, a csapat úgy dönt, a mexikói határhoz menekülnek, de egy nagy csapatnyi zombi útjukat állja. Muldoon emberei a helyszínre érve lemészárolják a lényeket és letartóztatják a túlélőket. Abby a börtönben elárulja nekik, hogy a katonák azért lopták el az ideggázt, mert maguk is fertőzöttek és a gáz folyamatos belélegzése késlelteti a mutációt. A lakosság egy része immunis a fertőzésre, ami reményt ad a gyógymód megtalálására is.
Cherryt és Dakotát két katona elhurcolja, a többiek eközben felülkerekednek az őrökön, de J.T. lőtt sebet kap. El Wray és Abby megkeresi Muldoont, aki mesél nekik múltjáról: a hadnagy ölte meg egy bevetés során Oszáma bin Ládent, de utána embereivel együtt megfertőződött. Egy katona táncra kényszeríti és meg akarja erőszakolni Cherryt, de a lány a szemébe szúrja falábát. Dakota egy injekciókat kilövő szerkezettel teszi ártalmatlanná a másik őrt. El Wray és Abby megmentik a két nőt, El Wray a törött faláb helyett egy gépkarabélyt és egy gránátvetőt erősít Cherry lábához.
J.T. hátramarad és egy detonátorral felrobbantja a megmaradt zombikat, amíg társai elmenekülnek. A túlélők egy helikoptert terveznek ellopni, Abby eközben életét veszti, amikor egy rakéta szétrobbantja a fejét. Szerelme megmentése közben El Wray is halálos sebet kap. Cherry, immár egy golyószóróval a lába helyén a Karib-tenger partján fekvő Tulumba vezeti a túlélőket. Itt egy új, békés társadalmat alapítanak és az is kiderül, Cherry a Texasból való menekülés óta életet adott El Wrayjel közös lányuknak.
A stáblista utáni jelenetben Tony, bár korábban véletlenül főbe lőtte magát, a túlélők bázisán játszik háziállataival, egy teknőssel, egy skorpióval és egy madárpókkal.

## Szereplők
| Színész                  | Szerep                    | Magyar hang    |
| ------------------------ | ------------------------- | -------------- |
| Rose McGowan             | Cherry Darling            | Solecki Janka  |
| Freddy Rodríguez         | "El Wray"                 | Kaszás Gergő   |
| Josh Brolin              | Dr. William Block         | Kőszegi Ákos   |
| Marley Shelton           | Dr. Dakota Block          | Vadász Bea     |
| Jeff Fahey               | J.T. Hague                | Rosta Sándor   |
| Michael Biehn            | Hague seriff              | Jakab Csaba    |
| Rebel Rodriguez          | Tony Block                | Horák Balázs   |
| Bruce Willis             | Muldoon hadnagy           | Dörner György  |
| Naveen Andrews           | Dr. John "Abby" Abbington | Barát Attila   |
| Julio Oscar Mechoso      | Romy                      | Kapácsy Miklós |
| Fergie                   | Tammy Visan               | Csondor Kata   |
| Nicky Katt               | Joe                       | Mertz Tibor    |
| Hung Nguyen              | Dr. Crane                 |                |
| Tom Savini               | Tolo seriffhelyettes      | Kerekes József |
| Carlos Gallardo          | Carlos seriffhelyettes    | Pipó László    |
| Skip Reissig             | Skip                      | Beratin Gábor  |
| Electra és Elise Avellan | bébiszitter ikrek         | Molnár Ilona   |
| Electra és Elise Avellan | bébiszitter ikrek         | Csuha Borbála  |
| Quentin Tarantino        | Lewis az erőszakoló       | Stohl András   |
| Greg Kelly               | erőszakoló                |                |
| Michael Parks            | Earl McGraw               | Reviczky Gábor |
| Felix Sabates            | Dr. Felix                 | Faragó András  |
| Danny Trejo              | Machete                   | Varga Tamás    |
| Cheech Marin             | Benicio Del Toro atya     | Kajtár Róbert  |
| N/A                      | előzetesek narrátora      | Földi Tamás    |

## Fordítás
- Ez a szócikk részben vagy egészben  a   Planet Terror című angol Wikipédia-szócikk ezen változatának fordításán alapul.  Az eredeti cikk szerkesztőit annak laptörténete sorolja fel. Ez a jelzés csupán a megfogalmazás eredetét és a szerzői jogokat jelzi, nem szolgál a cikkben szereplő információk forrásmegjelöléseként.